# P.A. Westrin
Per Anders (P.A.) Westrin, född 19 maj 1924 i Stockholm, död 29 maj 2003 i Lund , var filosofie licentiat och lektor i pedagogik och psykologi vid Lunds universitet, men är mest känd som översättare av Kalle Anka & C:o till svenska åren 1957–1981.
Westrin arbetade som skolpsykolog när han på 1950-talet studerade pedagogik och psykologi vid Lunds universitet. Efter sin filosofie licentiatexamen arbetade han främst som föreläsare och handledare i pedagogik vid universitetet. Han verkade också som konstruktör av begåvningstester.

## Kalle Anka & C:o
Signaturen ”P.A. Westrin” stod i tidningen Kalle Anka & C:o för såväl Per Anders som hans hustru sedan 1950, Maibrit Westrin (6 maj 1924 - 3 april 2022), lektor i franska och romanska språk. Tillsammans översatte de alla serier i tidningen under 25 år. Men Maibrit ville av hänsyn till sin akademiska karriär inte skylta med sitt namn. Per Anders översatte främst från engelska och danska, Maibrit från italienska, varefter de gemensamt granskade och bearbetade den svenska språkdräkten. Originalmanus på franska, holländska, norska och tyska förekom även, men mera sällan.
Fram till 1965 stod det inte ”översättning” utan ”bearbetning: fil. lic. P.A. Westrin” i tidningens kolofon och det stämmer bra med arbetet: det handlade inte om ordagrann översättning utan om en kreativ, ibland mycket fri omgestaltning av seriernas repliker och handling. När Kalle Anka till exempel besökte Alaska i det amerikanska originalet ändrades landet till Grönland för nordiska serieläsare. Utöver serierna översatte de också en del specialartiklar och redaktionellt material.
Makarna Westrin satte således under lång tid sin prägel på språket i Kalle Anka-serierna, och fick ta emot beröm för den språkliga fantasi de gav uttryck åt i pratbubblorna. De låg bakom Kalle Anka-uttryck som ”Milda moster Matilda!”, den ”skinntorre” Långbens favorituttryck ”Uschiamej”, djuret griskanorre/grisenin som Bror Duktig en gång tillverkar, och framför allt de två ankeborgska institutionerna läskeblask och landet Långtbortistan. Det sistnämnda kan dock vara en översättning från det snarlika danska ordet ”Langtbortistan”, en uppfinning av Kalle Ankas danska översättare Sonja Rindom.